# Theater am Dom
Das Theater am Dom ist ein Kölner Boulevardtheater im Stadtteil Altstadt-Nord. 

## Entstehungsgeschichte
Der Schauspieler Hubertus Durek gründete im Oktober 1949 in Solingen das Westdeutsche Zimmertheater. Nach dem Umzug nach Köln nahm dieses seine dortige Spieltätigkeit im Obergeschoss einer Kneipe am Heumarkt auf und spielte später im kriegszerstörten Monopol-Hotel, das 1952 vom NWDR erworben und zum Funkhaus Wallrafplatz umgebaut wurde. Im November 1957 bezog das Westdeutsche Zimmertheater einen neuen Standort mit 150 Zuschauersitzplätzen an der Burgmauer 60 (Komödienstraße). Da man von dort den Kölner Dom sehen konnte, wurde es in Theater am Dom umbenannt.

## Heutige Situation
Durek, der erste Intendant, inszenierte zunächst vor allem progressive zeitgenössische Dramatik, beispielsweise von Jean Cocteau und Peter Handke. Erst als er vom Kulturdezernenten der Stadt Köln das feste Haus in der „Schweizer Ladenstadt“ (den heutigen „Opern-Passagen“ in der Glockengasse 11) erhalten hatte, in der ein Theatersaal mit 376 Plätzen in der Bauplanung berücksichtigt worden war, verlagerte sich der Schwerpunkt des Programms auf Boulevardstücke. Der Theatername wurde nach dem Umzug in die Schweizer Ladenstadt beibehalten. Hier wurde der Spielbetrieb am 29. Oktober 1964 mit Peter Ustinovs Komödie Endspurt aufgenommen.
Seit 1973 ist das Theater am Dom eine gemeinnützige GmbH. Trotz Publikumserfolgen stellte sich erst kommerzieller Erfolg für das Theater ein, als 1976 Barbara Heinersdorff (1935–2016) und Inge Durek (1926–2024) die Leitung übernahmen. Barbara Heinersdorffs Sohn, René Heinersdorff, ist dort als Schauspieler, Autor und Regisseur tätig. Inzwischen haben die beiden Söhne, Oliver Durek und René Heinersdorff, das Theater übernommen.
Zu den Schauspielern, die im Theater am Dom aufgetreten sind, gehören Grit Boettcher, Herbert Bötticher, Volker Brandt, Jochen Busse, Thomas Fritsch, Harald Juhnke, Gunther Philipp, Günter Pfitzmann, Charles Regnier, Peter René Körner, Will Quadflieg, Barbara Schöne, Martin Semmelrogge, Karsten Speck, Wolfgang Spier, Susanne Uhlen und Grethe Weiser. Das Theater war mit 18.000 Abonnenten im Jahr 2007 in Deutschland führend.